# Bezirksgericht Aschaffenburg
Das Bezirksgericht Aschaffenburg war ein Bezirksgericht im Königreich Bayern und Vorläufer des Landgerichts Aschaffenburg, der von 1857 bis 1879 existierte. Das Bezirksgericht hatte seinen Sitz in Aschaffenburg.

## Geschichte
Mit Gesetz vom 1. Juli 1856 wurde das Justizwesen im rechtsrheinischen Bayern nach dem Vorbild der Pfalz neu geordnet. Die bisherigen Kreis- und Stadtgerichte wurden aufgehoben und 34 neue Bezirksgerichte traten an ihre Stelle. Sie waren für die Städte, in denen sie ihren Sitz hatten, sowie für die in ihrem Sprengel befindlichen Standesherren Gerichte erster Instanz. Für alle anderen Angelegenheiten waren sie Gerichte der zweiten Instanz in Kriminal- und Zivilrechtssachen. Durch das Gerichtsverfassungsgesetz vom 10. November 1861 entfiel die erstinstanzliche Zuständigkeit für die Stadtbezirke ihres Sitzes und für die Standesherren. Sie waren nun zweite Instanz in allen Zivilsachen. 
Der Sprengel des Bezirksgerichts Aschaffenburg umfasste:
- die Stadt Aschaffenburg mit dem dortigen Stadtgericht
- die Landgerichte Alzenau, Amorbach, Aschaffenburg, Klingenberg, Lohr, Miltenberg, Obernburg, Orb, Rothenbuch, Rothenfels, Schöllkrippen und Stadtprozelten.[2]

1862 gab das Bezirksgericht Aschaffenburg die Landgerichtsbezirke Lohr, Orb und Rothenfels an das neugebildete Bezirksgericht Lohr ab.
Mit dem Inkrafttreten des deutschen Gerichtsverfassungsgesetzes wurde 1879 das Bezirksgericht Aschaffenburg wie alle anderen bayerischen Bezirksgerichte aufgelöst. Der Nachfolger in der Funktion als Gericht der zweiten Instanz war das Landgericht Aschaffenburg.